# Теремной дворец
Теремной дворец — памятник архитектуры XVII века, расположенный на территории Московского Кремля. Дворец был построен в 1635—1636 годах по приказу Михаила Фёдоровича как парадные царские покои. Возведение первых каменных царских палат велось мастерами Ларионом Ушаковым, Баженом Огурцовым и Трефилом Шарутиным под руководством Антипа Возоулина. В настоящее время дворец входит в ансамбль Большого Кремлёвского дворца и является резиденцией президента России.

## История

### Предыстория
Палаты московских князей исторически строились на высоком месте над Боровицким кремлёвским холмом. По замечанию автора «Обозрения Москвы» Алексея Малиновского, «со времён Иоанна Данииловича Калиты дворец великокняжеский занимал самое красивое среди Кремля местоположение, господствующее над всей видимой окрестностью…». В первой половине XV века на краю холма располагались хоромы великой княгини Софьи Витовтовны, жены Василия I. Впоследствии княжеский двор расширился на восток к Благовещенскому собору и занял место нынешнего Большого Кремлёвского дворца. Княжеские хоромы часто меняли облик из-за пожаров, перестроек и расширений.
При Иване III была предпринята перестройка Московского Кремля: великий князь решил полностью срыть старые белокаменные стены и на их месте возвести кирпичные. Работы начались летом 1485 года и были окончены только при Василии III. Внутри Кремля возвели много новых каменных построек, в числе которых: Успенский собор, зал для торжественных приёмов — Грановитая палата, Архангельский собор. Первые каменные жилые здания Государева двора появляются в 1499—1508 годах, их авторство принадлежит итальянскому архитектору Алевизу Фрязину. Дворец Алевиза простоял долго, но к нему многократно пристраивались деревянные хоромы, сени и другие сооружения.

### Строительство

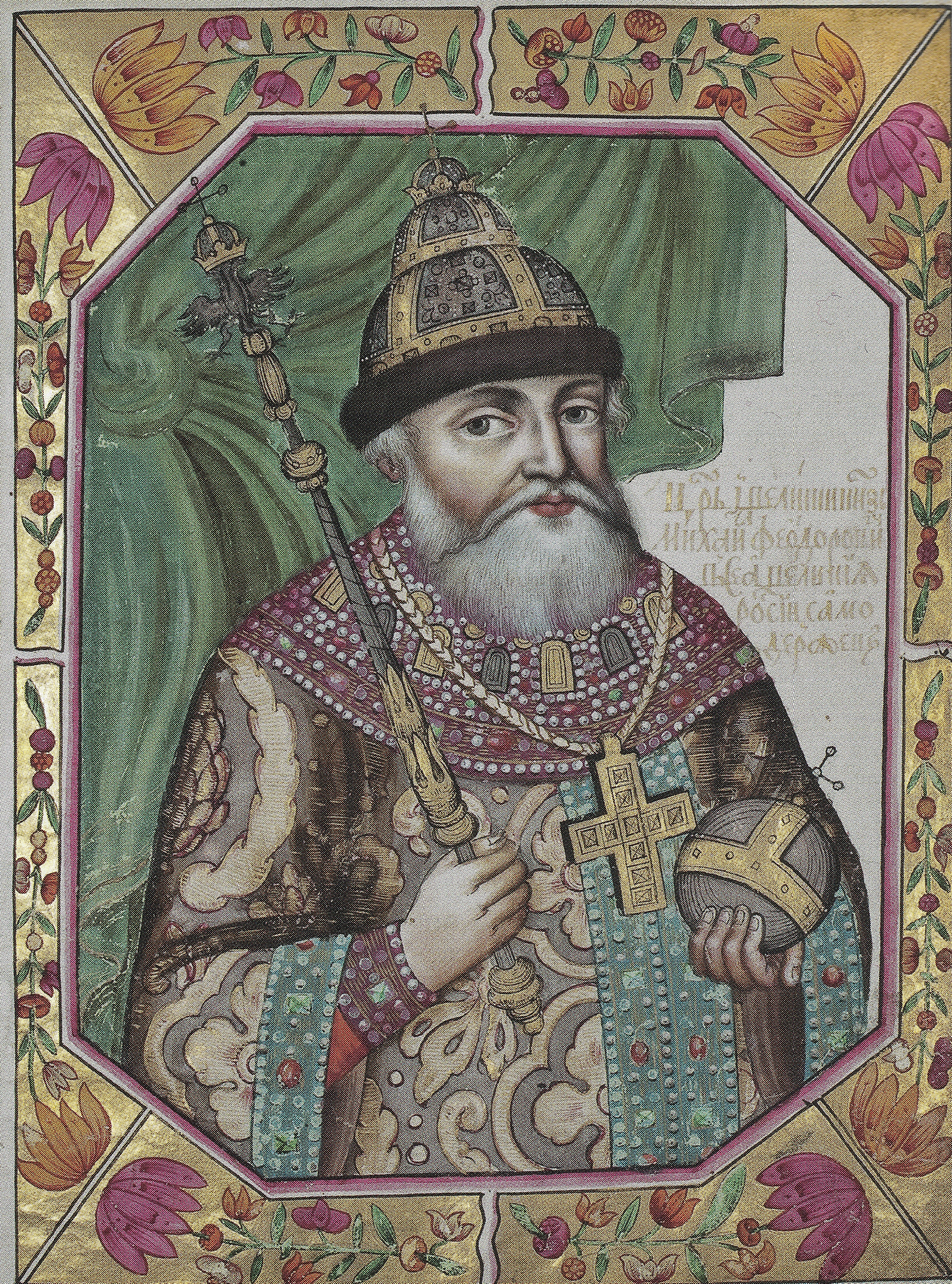
Царь Михаил Фёдорович (миниатюра из Царского титулярника 1672 г.)

К моменту восшествия на престол Михаила Фёдоровича царский дворец Кремля находился в плохом состоянии: после Смутного времени многое было сожжено, разграблено или уничтожено.
В 1635—1636 годах по приказу государя строятся новые каменные царские покои, получившие название Теремного дворца. Их воздвигли русские зодчие Трефил Шарутин, Бажен Огурцов и Ларион Ушаков «под смотрением государева мастера» Антипа Возоулина. Особенностью новых палат была анфиладная планировка — первый пример такой постройки на Руси.
Основанием для возведения новых царских покоев были построенные Алевизом Фрязином палаты Ивана III.
Три новых этажа надстроили над двумя существующими с отступом от их наружного края, создав вокруг дворца открытую обходную галерею. Толщину стен помогли уменьшить погашавшие давление сводов железные связи. Главный вход в  Терема располагался с востока. На уровне подклета было построено парадное Постельное крыльцо (Боярская площадка), куда от церкви Спаса на Бору вела Постельная лестница. С Боярской площадки по открытой Золотой лестнице (Нижнему Золотому крыльцу), шедшей под прямым углом к Постельной, можно было подняться на Передний каменный двор или Верхоспасскую площадку (название дано по построенной одновременно с дворцом над Золотой Царицыной палатой церкви Спаса на Сенях; эта церковь ограничивала площадку с востока). Золотая лестница с 1670-х годов запиралась у Верхоспасской площадки вызолоченной решёткой из меди (по этой решётке и церковь Спаса иногда называли «за золотой решёткой»). С Верхоспасской площадки через Верхнее Золотое крыльцо, украшенное шатровыми рундуками, можно было пройти на четвёртый этаж дворца, в царские покои. Последний этаж, «Верхний теремок», был возведён в 1637 году. Он был построен с отступом от наружных стен четвёртого этажа, поэтому тоже окружён открытой террасой (Верхним каменным двором). Таким образом всё здание Теремного дворца получило своеобразную ступенчатую ярусную композицию с открытыми лестницами и крыльцами.
Возведение Теремного дворца стало для Михаила Фёдоровича важной частью большого строительства в Кремле. Летописцы[какие?] отмечали, что преображение покоев государя «зело хитро», «зело причудно». В 1637 году отделка новых каменных хором была завершена: мастер Иван Осипов расписал крышу серебром и сусальным золотом, в окна вставил цветные слюдяные оконницы. Роспись комнат дворца проводилась под руководством иконописца Симона Ушакова.
Окончательный облик Теремного дворца сформировался в царствование Алексея Михайловича. Около здания вдоль Боровицкого холма были устроены сады и оранжереи, ставшие дополнительным украшением Кремля.
Теремной дворец был одним из зданий Царского двора, который в XVII веке представлял собой сложный комплекс разнородных строений. На парадную сторону, к Соборной площади, выходила Грановитая палата, южнее находились Средняя Золотая и Столовая палаты. На краю холма располагались Набережные палаты, а с северной стороны находились Постельные хоромы членов царской семьи. После пожара 1696 года сгорели все деревянные постройки комплекса, что привело к постепенному упадку царского Кремлёвского дворца.

### XVIII—XIX века

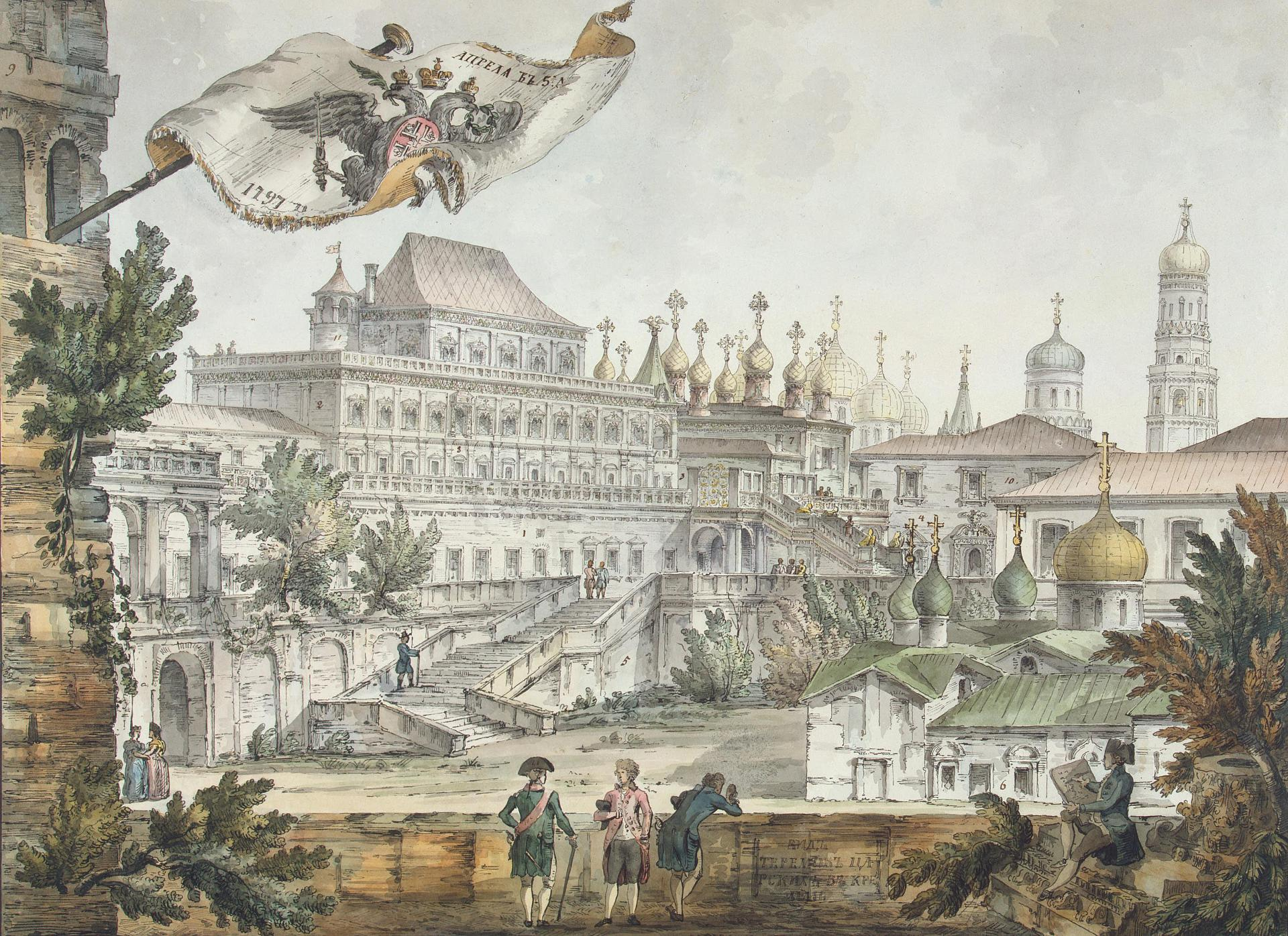
Вид на Теремной дворец, изображение 1797 года

В пожар 19 июля 1701 года, когда, по свидетельству очевидца, «выгорел царёв двор весь без остатку; деревянные хоромы и в каменных все нутры», пострадал и Теремной дворец. По описи 1722 года в его покоях не было печей, дверей, полов и оконниц, а белокаменный декор и росписи местами обвалились. Дворец ремонтировали в 1723 году, перед коронацией Екатерины I, и в 1743 году, перед коронацией её дочери Елизаветы (в пожар 1737 года в нём лишь полопались стёкла в одной из палат да сгорела крыша над всхожим крыльцом, крытая белым железом).
С 1743 по 1810 год в Теремном дворце хранились сокровища царской Оружейной и Большой казны.
Во время Отечественной войны 1812 года в нём квартировала наполеоновская свита, а потом, до 1838 года, жили придворные служащие.

### Реконструкция

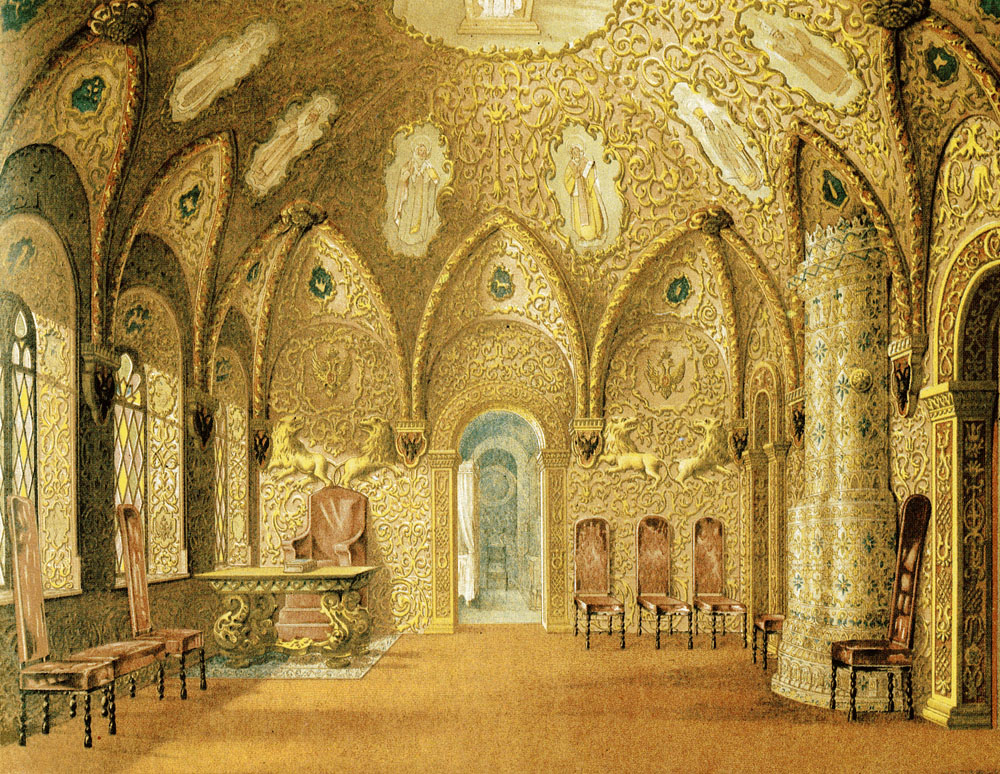
Престольная палата Теремного дворца, изображение XIX века

В 1836—1837 годах производилась реконструкция Теремного дворца, призванная вернуть ему первоначальный вид. Работы велись под руководством академика Фёдора Солнцева и группы архитекторов, в которую входили Константин Тон, Пётр Герасимов, Иван Мироновский, Фёдор Рихтер и другие.
Архивные документы и чертежи позволяют охарактеризовать эту реставрацию как проектирование в заданном стиле. Архитекторы искали выигрышный размер окон и рисунок наличников, по-разному проектировали дворцовые галереи. С древним зданием обращались вольно, уничтожая подлинные детали и добавляя новые. Простые обрамления окон третьего этажа с чередовавшимися треугольными и лучковыми фронтонами заменили белокаменными наличниками, выполненными по образцу окон четвёртого яруса. По предложению президента Дворцовой конторы Льва Боде со стороны Кухонного двора к Теремам пристроили лестничную башню. Интерьеры дворца расписывал по рисункам Фёдора Солнцева Трофим Киселёв. Во всех покоях в пятах сводов были установлены резные орлы, основанием для чего послужили резные камни на соответствующих местах в Моленной, разнообразные по сюжету и отличающиеся характером рисунка от солнцевских. Интерьеры дворца дополнили изразцовые печи, резная деревянная мебель в стиле XVII века и дубовые оконные рамы с цветными стёклами.
Восстановление Теремов начал я с дверных наличников, которые были лепные и закрашены белой клеевой краской. Чего нельзя было разобрать, то дополнял по общему характеру сохранившихся украшений. То же самое сделал и с обстановкой Теремов. На чердаках и в подвалах загородных дворцов (Измайловском, Коломенском и др.) были найдены мною некоторые древние вещи, например, стул, кресло; по ним уже не трудно было сделать столько экземпляров, сколько требовалось для всех девяти комнат; — отыскался карниз кровати, для которой сделаны были подходящие по рисунку колонны; нашлись наволочки, подушки, ковёр, вышитый царевной Софьей Алексеевной, стол царя Алексея Михайловича; в селе Коломенском отыскали кафельную печку; так как некоторые кафели оказались испорченными, то пришлось сделать новые; отыскались некоторые и другие старинные вещи. Собравши весь этот скарб, дополнив недостающие вещи новыми, сделанными по рисункам, тщательно составленным мною с разных древних украшений и предметов, возобновили Терема.Фёдор Солнцев

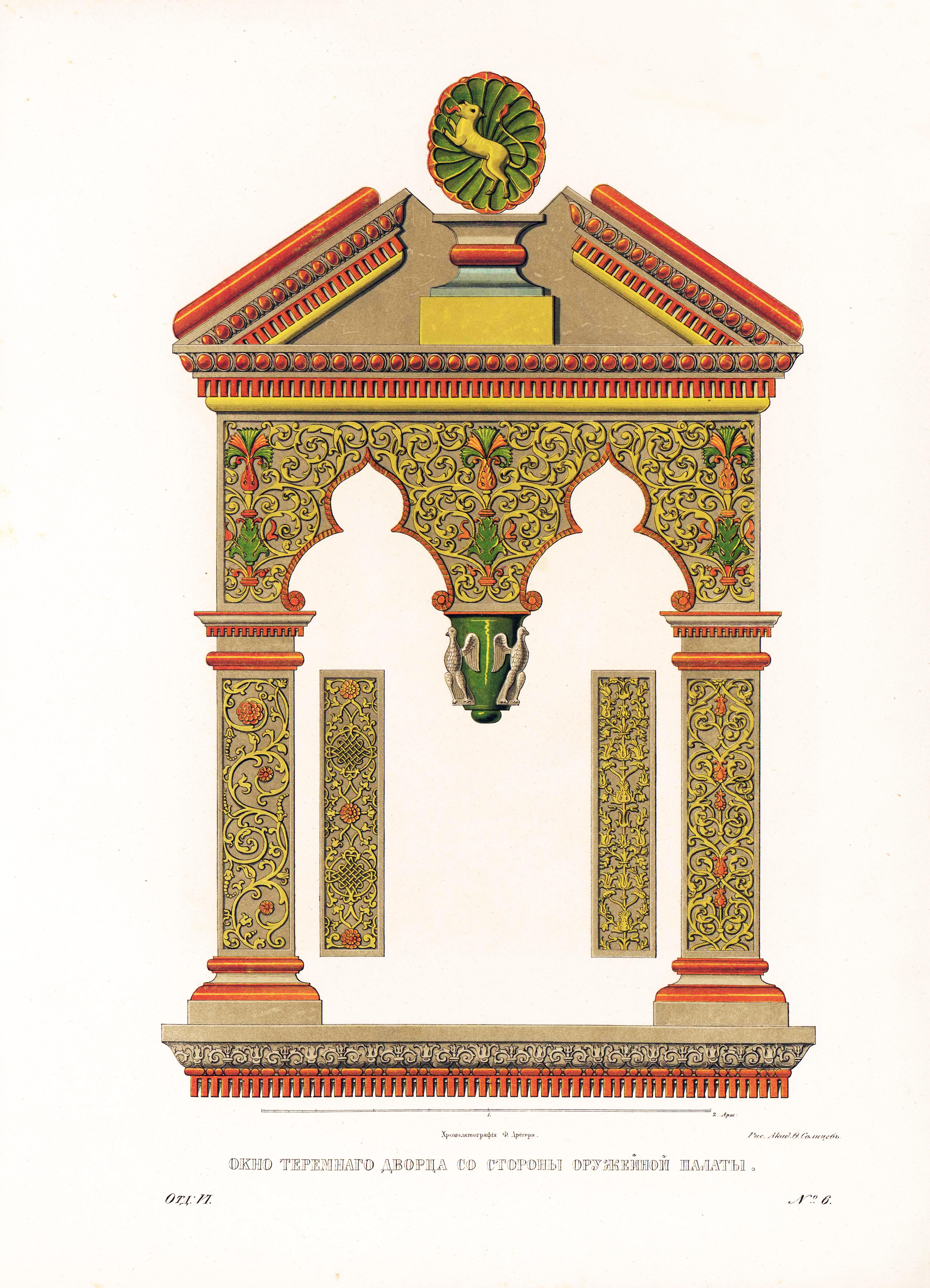
Фёдор Солнцев. Окно Теремного дворца со стороны Оружейной палаты (между 1846 и 1853)

В 1838 году старый Кремлёвский дворец, за исключением Грановитой палаты и Теремов, был разобран. К 1849 году на его месте была построена новая императорская резиденция по проекту  архитектора Тона.
Параллельно с этим возобновилась реконструкция Теремного дворца, в ходе которой его облик претерпел дальнейшие изменения. По предложению Тона южную галерею Мастерских палат заменили крытым коридором, перестроили восточную галерею Теремных церквей. Над Верхоспасской площадкой устроили перекрытие, переделали лестницу Золотого крыльца, у которого поставили двух львов, держащих щиты с вензелями Николая I. Скульптуры выполнены из мячковского камня в 1845 году подрядчиком Кампиони.

### Советский период
В 1929 году в Буфетной комнате была обнаружена и восстановлена старинная орнаментальная роспись.
В 1966—1969 годах проводилась реставрация фасадов Теремного дворца.

### Современность
Теремной дворец входит в ансамбль Большого Кремлёвского дворца, который является резиденцией президента России. Дворец закрыт для свободного посещения, на экскурсии требуется разрешение комендатуры Кремля.

## Архитектура
Пятиэтажный дворец Михаила Фёдоровича был крупным и монументальным сооружением. В его облике соединились элементы древнерусского стиля и итальянского зодчества. Наряду с традиционными для России приёмами декоративного убранства — ширинками, орнаментальной плетёнкой, изразцами, резным золочёным гребнем на коньке крыши в архитектуре дворца были использованы классические ордерные формы. Ярусная ступенчатая композиция с открытыми гульбищами и лестницами сохраняет черты хоромных построек древнерусского зодчества. Тем не менее, это был новый тип каменного строительства с характерной для дворцов более позднего времени анфиладой внутренних помещений, уравновешенными регулярно расположенными объёмами. На окружённых арочными галереями восточном и западном участках подклета располагались домовые церкви; таким образом Теремной дворец первоначально был центром трёхчастной осевой композиции. К новациям можно отнести и появление главного фасада, обращённого к парадному двору.
Дворец выстроен из кирпича, отдельные его элементы — пилястры, оконные наличники, дверные порталы, парапеты гульбищ — выполнены из белого камня. Архитектура строения выглядит нарядной благодаря резным наличникам окон с треугольными фронтонами и подвесными гирьками, широким карнизам из цветных изразцов четвёртого этажа и Теремка. Изразцы дополнили декор фасадов, вероятно, в конце XVII века. Пилястры, расположенные в простенках между окнами, использованы в декоративных целях; они не соответствуют внутренним членениям здания. Многие мотивы внешнего убранства украшены резьбой в виде переплетающихся трав, цветов, плодов и изображением геральдических орлов, птиц, масок. Особенно пышным декором отличается окно «государевой комнаты», украшенное фронтоном и колонками с фигурами львов. Дворец с золочёной кровлей выделялся в XVII веке среди прочих строений и был неотъемлемой частью кремлёвского дворцового ансамбля.

## Нижние этажи

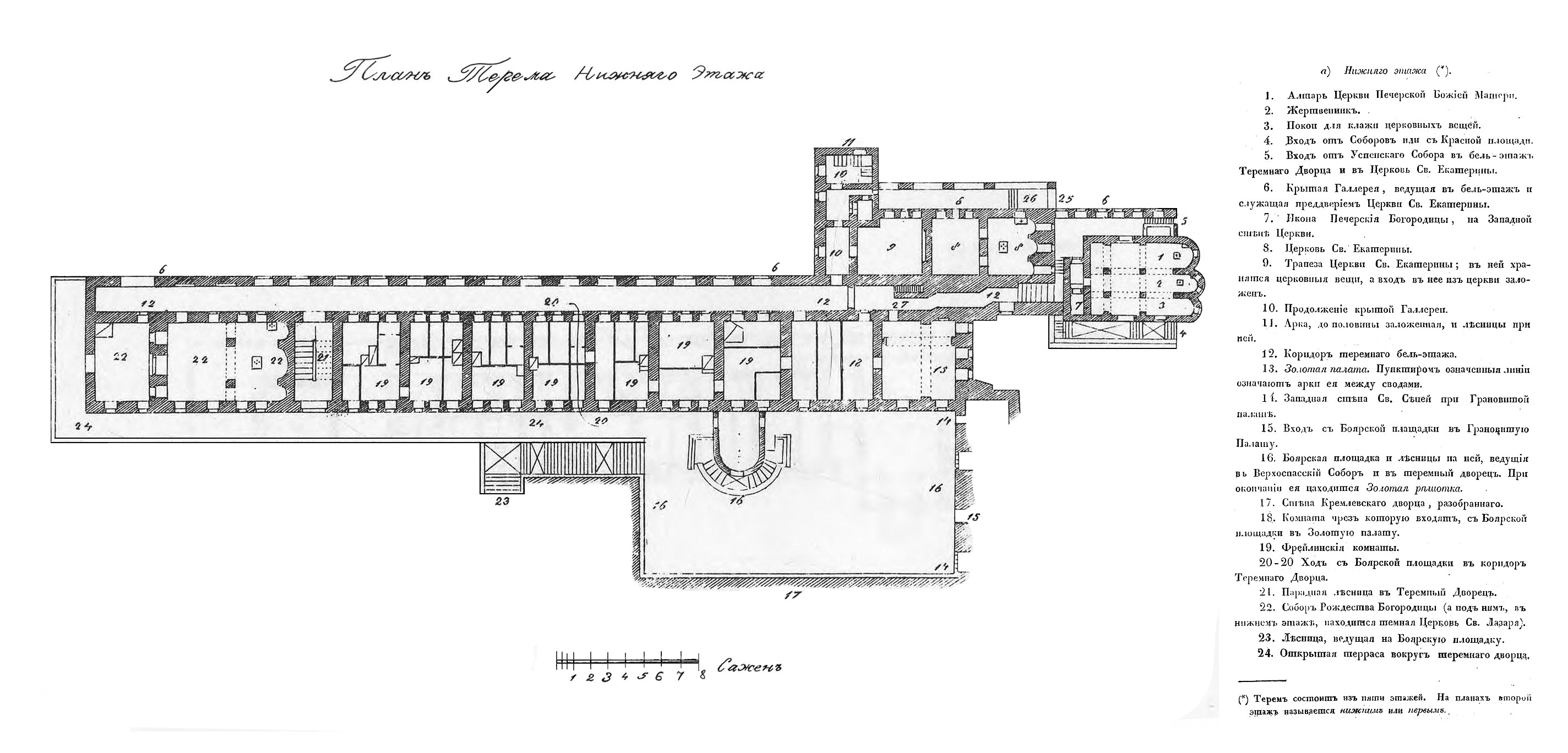
Теремной дворец. План второго этажа.

Всего во дворце насчитывается пять этажей, у каждого из которых было своё предназначение.
Два нижних этажа представляют собой перестроенные Постельные хоромы Ивана III.
В их подклете располагался Сытный дворец с 30 подвалами, где хранились продовольствие, соль, свечи и прочие запасы, необходимые для обеспечения жизни царского двора.
На втором этаже первоначально были жилые и приёмные покои великокняжеской семьи. Парадный статус сохранила лишь Золотая Царицына палата и сени перед ней, а в остальных покоях в XVII веке разместились Мастерские палаты, где работали оружейники, ювелиры, серебряники, мастера резьбы, высокой горельефной чеканки, мастерицы плетения кружев, золотого шитья и другие. В XIX веке здесь были комнаты для императорской свиты

. В настоящее время эти помещения используются для хозяйственных целей.

## Третий этаж

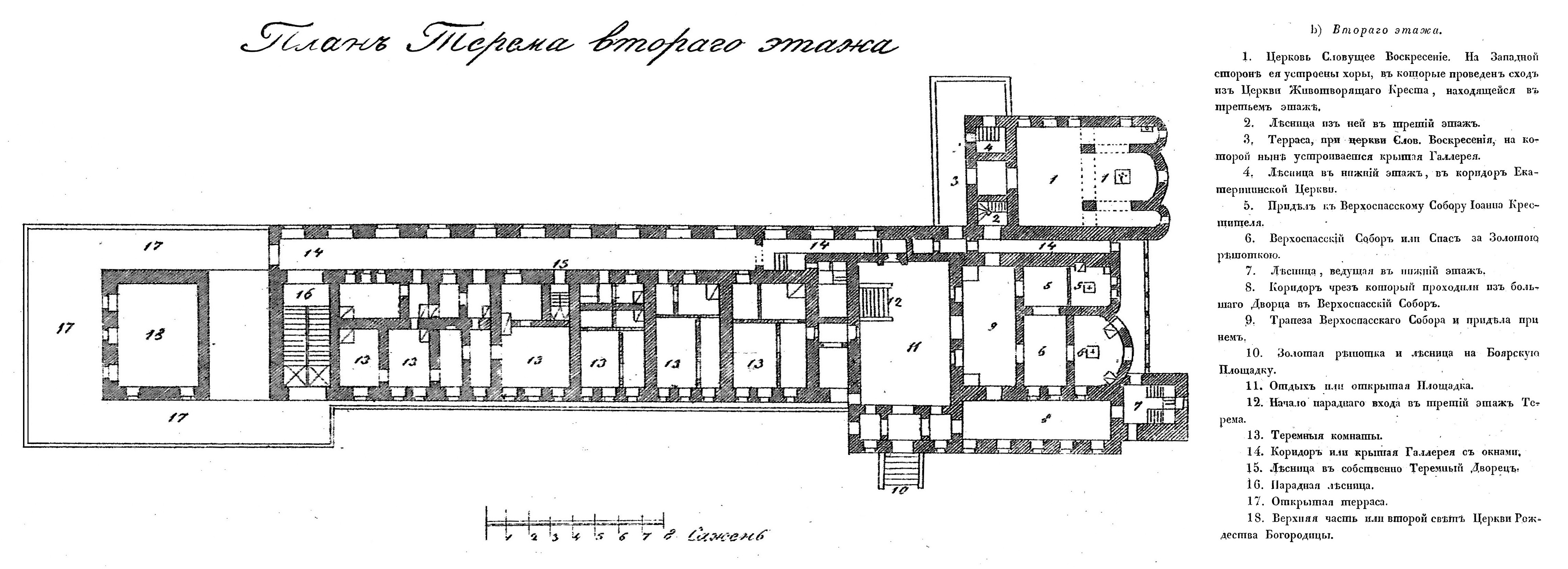
Теремной дворец. План третьего этажа.

### Подклет Теремов

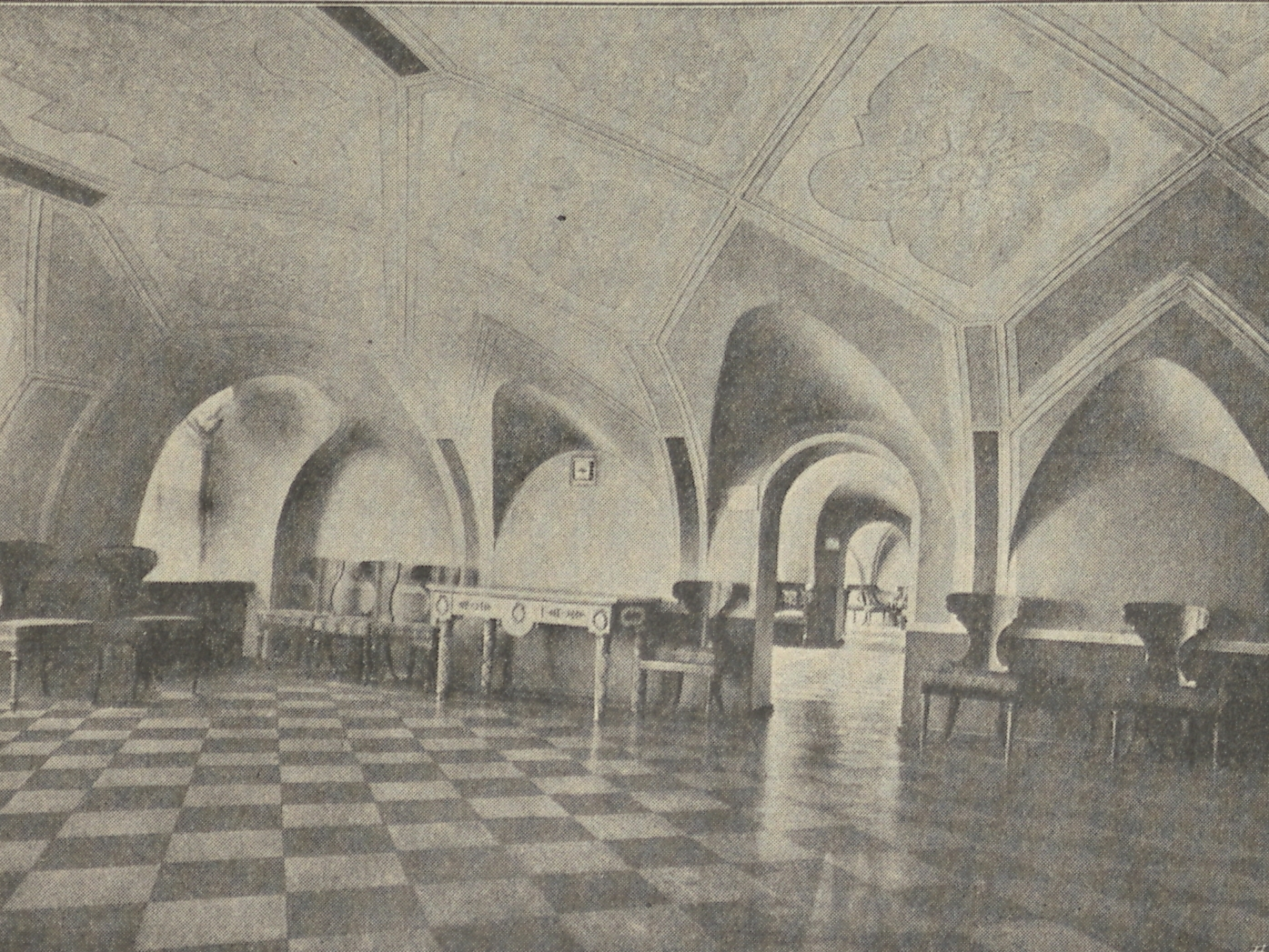
Теремной дворец. Интерьер одной из палат третьего этажа (1909)

На третьем этаже находится подклет Теремов в собственном значении этого слова. Его комнаты перекрыты низкими сводами с глубокими распалубками над окнами. В полу первой из них имеется люк, скрывающий лесенку, ведущую в тайник, устроенный над сводом второго этажа.
На третьем ярусе находились служебные и деловые палаты, помещения для приближённых царя и, вероятно, временные покои царицы и царских детей. При царе Михаиле Фёдоровиче здесь существовала потешная палатка для его сына Алексея. Позднее в палате под царской опочивальней была устроена мыленка, в которую вела винтовая лестница. Для гидроизоляции стены и пол мыленки были опаяны свинцовыми досками.
В XVIII столетии в палатах третьего этажа временно находился архив старинных государственных бумаг, в начале XX века были покои для императорской свиты, на 2013 год помещения использовались как служебные.

### Чугунный коридор
Комнаты третьего яруса выходят в так называемый Чугунный коридор (его пол вымощен плитами из этого сплава), соединяющий Боярскую лестницу с Верхоспасской площадкой. Коридор освещается широкими полукруглыми окнами.  В нём находится главный вход в церковь Воскресения Словущего.

### Верхоспасская площадка
На уровне третьего этажа находились два открытых каменных двора или площадки, одна из которых была связана с церковью Рождества Богородицы и хоромами царицы, а другая,  Верхоспасская, соединяла царский дворец с Постельным крыльцом и домовыми церквями. Другое название Верхоспасской площадки — Передний каменный двор. В 1670 году вход на неё был огорожен Золотой решёткой, перелитой, согласно легенде, из медных денег, изъятых из обращения в 1662 году для остановки Медного бунта. В действительности она выкована из железа, позолочена и украшена растительным орнаментом, изображениями рыб, птиц и фантастических чудовищ.

## Четвёртый этаж

### Золотое крыльцо

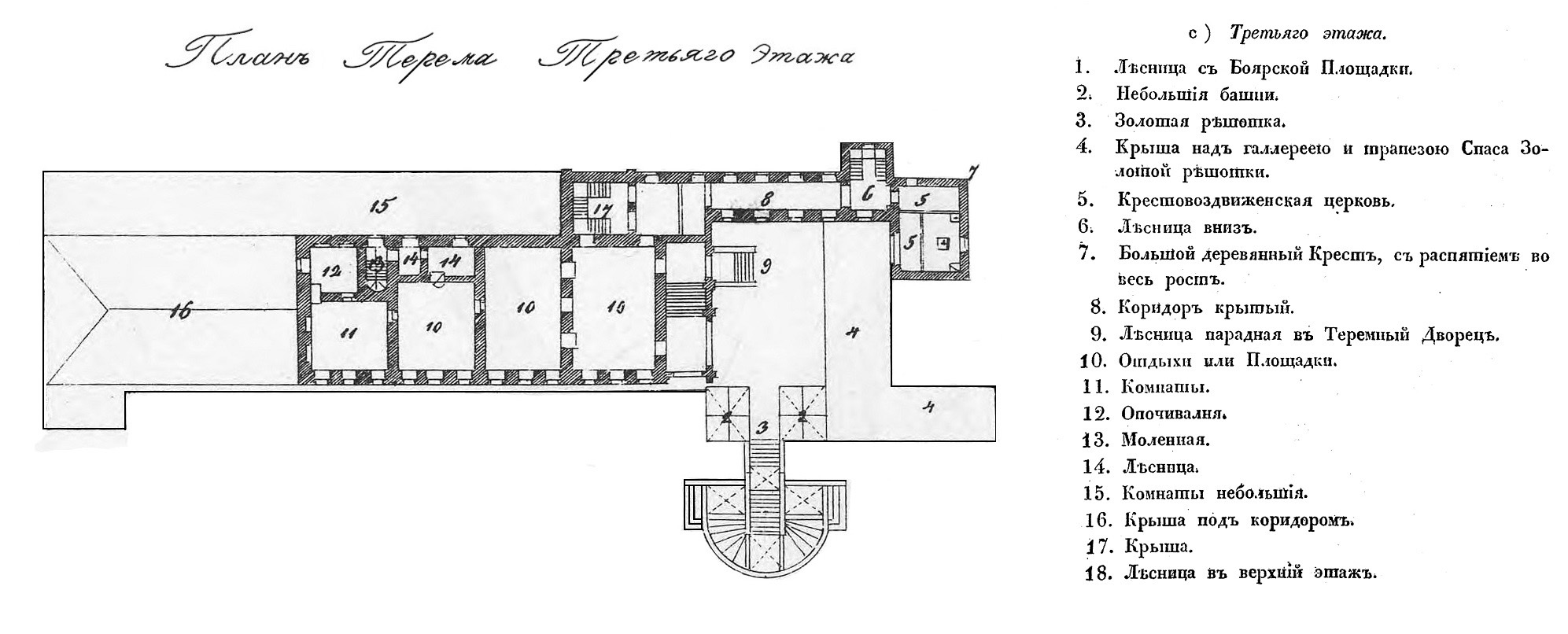
Теремной дворец. План четвёртого этажа.

На четвёртом этаже находятся царские покои, куда с Верхоспасской площадки ведёт каменное переднее Золотое крыльцо.  Из арки над лестницей свисает гирька в виде львиной головы с яблоком во рту, символизирующей хранение дворцовых тайн. Формы Золотого крыльца с двойными и ползучими арками получили после постройки дворца широкое распространение в русском зодчестве.

### Передние сени
Первое помещение царских покоев (первоначально оно называлось Передними проходными сенями, с конца XVII века — Передней, а в XIX веке — Столовой или Трапезной) имеет низкие сомкнутые своды с распалубками, парные стрельчатые окна с резными деревянными подоконниками и изразцовые печи. Существующие в настоящее время печи Теремного дворца, украшенные полихромными изразцами разной формы, были воссозданы в 1835—1837 годах по древним образцам Фёдором Солнцевым. На своде изображён Спаситель, вокруг него — евангелисты и архангелы Михаил и Гавриил, на стенах — равноапостольные цари и князья: Константин и Елена, князь Владимир и княгиня Ольга. В XVII веке в Передних сенях по утрам собирались бояре, ожидая выхода царя, следом за которым они направлялись в соседнюю Переднюю палату.

### Передняя
Второе помещение называлось Передней (с конца XVII века — Крестовой, в XIX столетии — Гостиной, Соборной или Думской) палатой. На своде изображена Дева Мария с Младенцем, стоящая на серпе луны. По стенам — иконы святых Бориса и Глеба, Николая Чудотворца, Александра Невского и римской царицы Александры.
В XVII веке в Передней висела завеса из красного сукна и золочёная деревянная буйволова голова с рогами, к которым крепилось медное паникадило. В этой палате царь Алексей Михайлович иногда слушал церковные службы, а на Святой неделе принимал пасхальные поздравления и христосовался с боярами. Здесь же давались и праздничные царские столы. После обедни в Передней происходило «сидение царя с бояры» и в редких случаях (в знак величайшей чести) принимались иностранные послы.
После реставрации, произведённой в XIX веке, в палате хранились грамоты об установлении в России патриаршества (1589 год) и об избрании Михаила Фёдоровича на царство (1613 год).

### Престольная

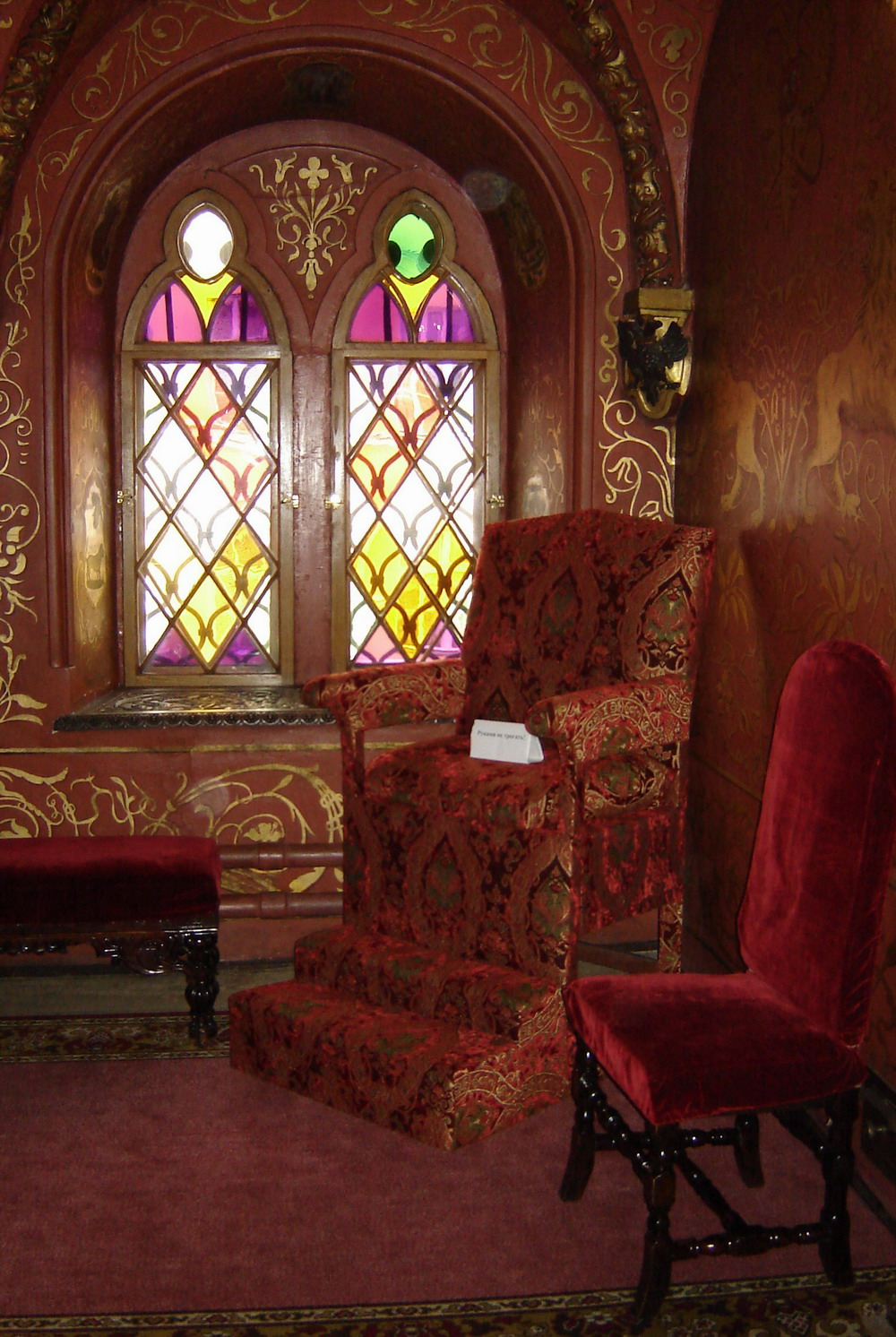
Интерьер Перестольной палаты (2007)

Следующая палата, которая при царе Михаиле Фёдоровиче называлась Золотой, а при Алексее Михайловиче —  просто Комнатой, с XIX века именуется Престольной. Её стены расписаны золотом по красному фону. На своде изображён Спаситель на престоле, вокруг него — вселенские и московские святители. В откосах окон и распалубках сводов — гербы областей Российского государства.  В красном углу стоит обитый бархатом царский трон.
В XVII веке Комната была ещё более недоступным помещением дворца, чем Передняя. По утрам лишь близкие к царю бояре, уждав время, входили сюда бить ему челом.  Здесь же царь иногда слушал церковные службы, угощал нищих и пленников, а также живших на полном содержании близ хором богомольцев. Решались в палате и государственные вопросы. В 1660 году в ней заседал церковный собор, постановивший: «Никону чужду быти патриаршаго престола и чести».
О старинном убранстве Комнаты известно, что в 1666 году её двери были обтянуты золочёной басменной кожей с вытисненными изображениями растений и зверей.
Её среднее окно называется Челобитным: отсюда на верёвке опускали ящик для одноимённых прошений, которые, согласно легенде, длительное время оставались без рассмотрения, дав начало поговорке: «положить дело в долгий ящик». В действительности выражение — калька с немецкого. Снаружи это окно украшено каменной резьбой с изображением львов и размётных трав.

### Опочивальня
В следующей палате, в XVII веке называвшейся третьей, воссоздан интерьер царской опочивальни. Здесь находится резная деревянная кровать с завесой из китайской материи и старинным пологом, на котором по-гречески вышиты слова из 44 псалма. По стенам комнаты развешаны медальоны с живописью религиозного содержания.

### Молельная
Рядом с опочивальней находится молельная, в киотах которой находятся старинные кресты, иконы и панагии. В XVII веке молельня находилась в предыдущей палате, а в этой комнате, именовавшейся просто четвёртой, была царская спальня, винтовой лестницей соединявшаяся с мыленкой, вода в которую подавалась при помощи насоса из Водовзводной башни Кремля. Покои царицы были отделены от этой части дворца и до настоящего времени не сохранились.

### Боковые комнаты
В северной стене Престольной две двери: одна ведёт в коридор, откуда ход в верхний Терем, а другая — в буфет, где стоят два поставца, посуду для которых выбирал Николай I. Стены Буфетной комнаты покрыты орнаментальной росписью XVII века. В оконных рамах сохранилась слюда.

### Портретная галерея
Четвёртый этаж Теремного дворца соединяется с церковью Распятия переходом, свод которого расписан портретами монархов династии Романовых. Его пол сделан из каменных плит, украшенных старинной резьбой. Окна галереи выходят на северный двор дворца, а противоположные им пролёты — на Верхоспасскую площадку.

## Пятый этаж

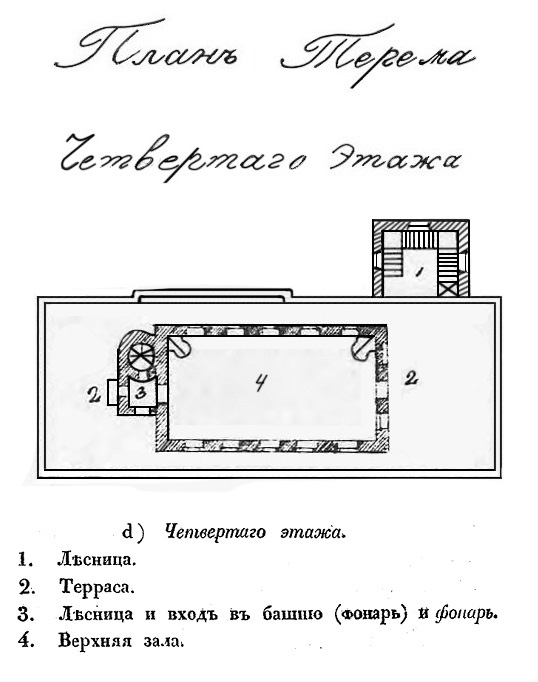
Теремной дворец. План пятого этажа.

Пятый этаж Теремного дворца представляет собой отдельную палату, построенную, как это явствует из надписи вязью над восточным порталом, для сыновей царя Михаила Фёдоровича, царевичей Алексея и Ивана. В XVII веке эта палата, в которой неоднократно заседала боярская дума, именовалась чердаком или каменным теремом, а в XVIII столетии — золотым теремком, по которому и всё здание стало впоследствии называться Теремным дворцом.
В сандриках её наличников вырезаны из камня фигуры птиц, зверей и чудовищ, а белокаменные порталы украшают резные изображения экзотических трав и животных, белок, попугаев, львов, стрелков из лука и мифологических существ: грифонов, единорогов, Силена с гроздьями винограда.
С запада к Терему примыкает Смотрильная башенка, к которой между 1797 и 1837 годами был пристроен тамбур, закрывший верхнюю часть  его западного (и, вероятно, главного) портала, по композиции тождественного восточному входу.
Терем окружает открытая площадка, в XVII веке называвшаяся Верхним каменным двором. С его северо-восточной стороны возвышается покрытый разноцветной черепицей шатёр, венчающий ведущую сюда из покоев четвёртого этажа лестницу, устроенную в XIX веке из старинных резных площадок и ступеней.

## Дворцовые церкви

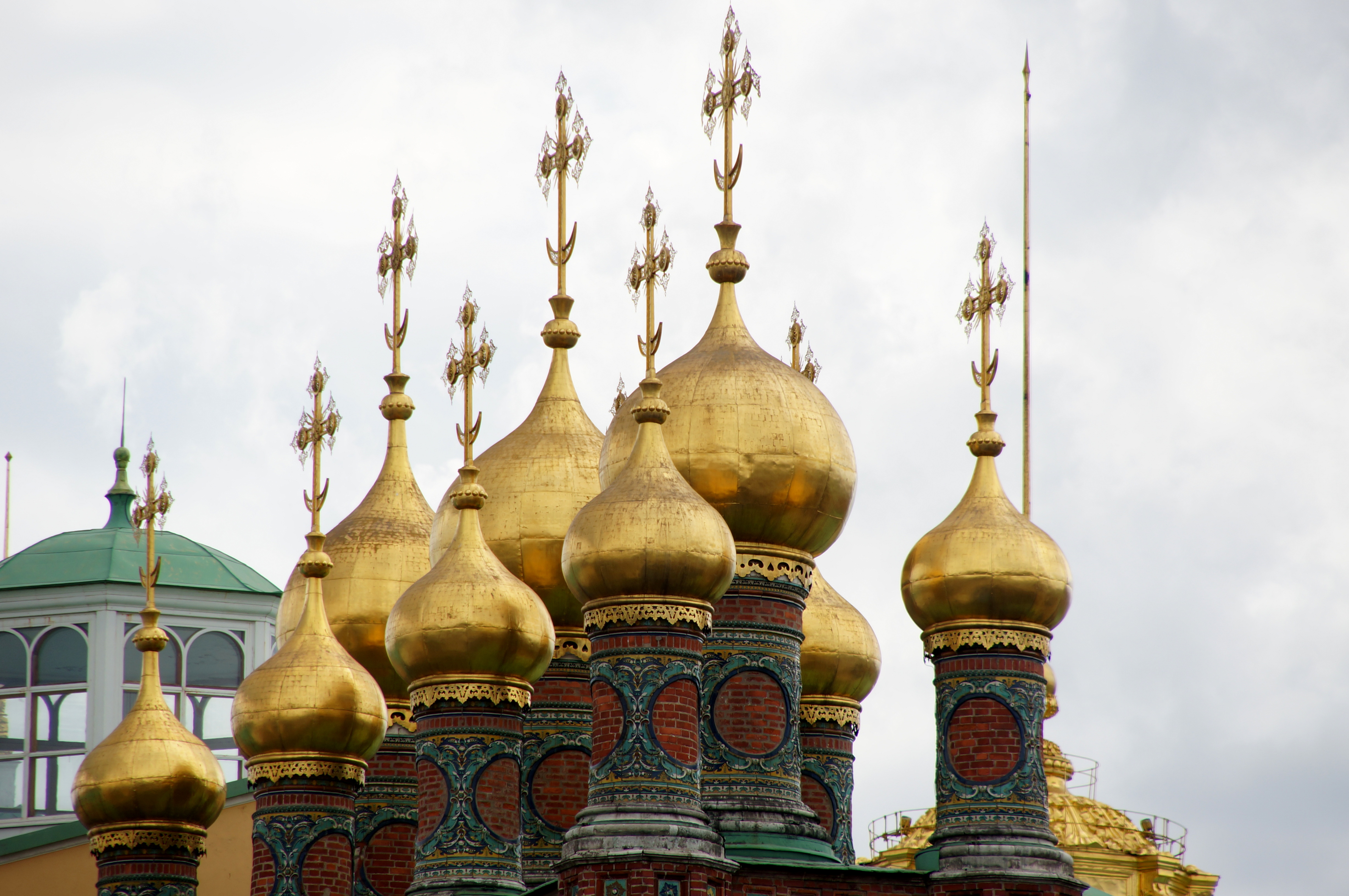
Главки Верхоспасского собора, 2012 г.

См.: Домовые церкви Теремного дворца.
В ансамбль Теремного дворца входят также Золотая Царицына палата и домовые церкви.
Одним из старейших сооружений Московского Кремля является церковь Рождества Богородицы на Сенях (другое название — Воскрешения Лазаря), построенная в XIV веке. Верх церкви не сохранился, в XVI веке над ней был построен новый храм в честь Рождества Богородицы, перестроенный в 1680-х годах.
В 1635—1636 годах на мужской половине дворца была построена домовая церковь в честь Спаса Нерукотворного. Позднее она стала называться Верхоспасским собором. В 1660—1670-е годы Верхоспасский собор украсили стенописью, иконостас выполнен в барочных формах в XVIII веке.
В 1682 году три дворцовые церкви — Воскресения Словущего, Спаса Нерукотворного и придел Распятия — были объединены под общей кровлей, увенчанной одиннадцатью вызолоченными главками, барабаны которых были богато украшены изразцами и изображениями святых на круглых медных листах (листы не сохранились). Руководил строительными работами архитектор Осип Старцев.

## Галерея

Теремной дворец
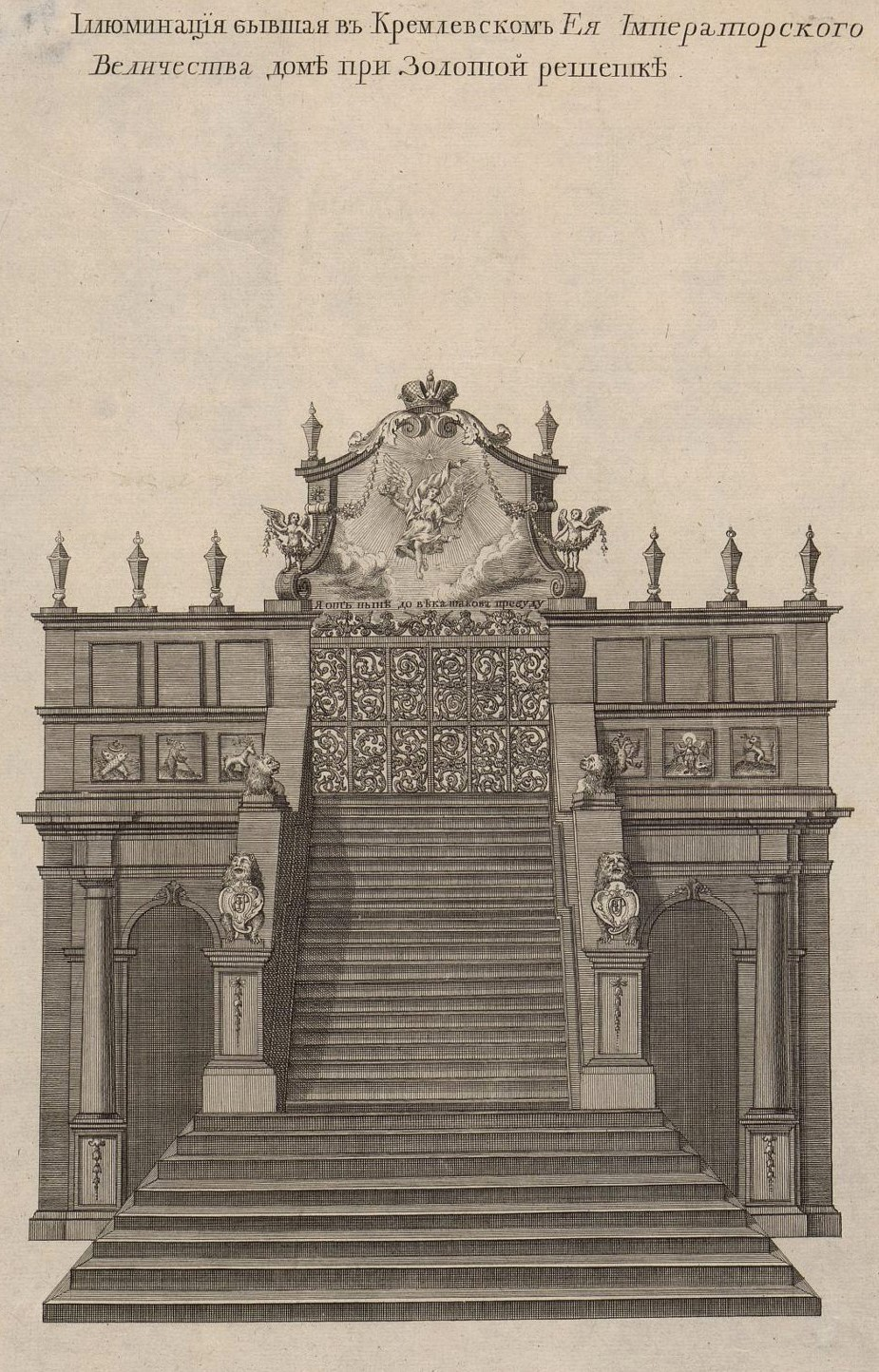
Григорий Качалов. Иллюминация при Золотой решётке (1742)
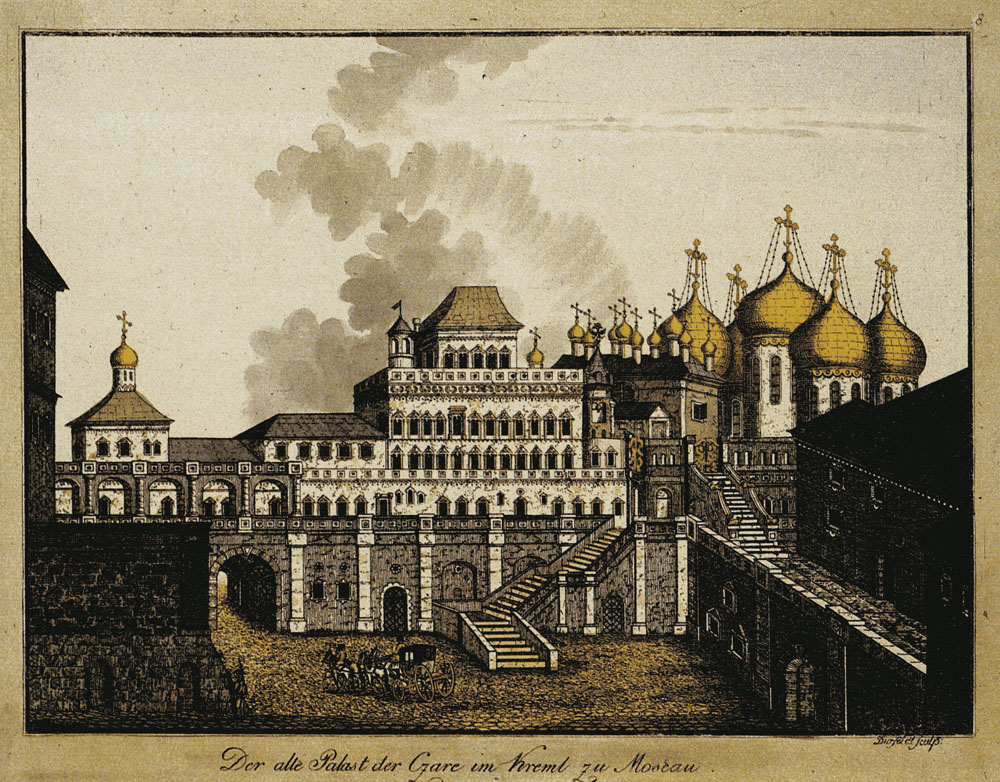
Фридрих Дюрфельдт. Старый царский дворец в Кремле.  (1780-е)
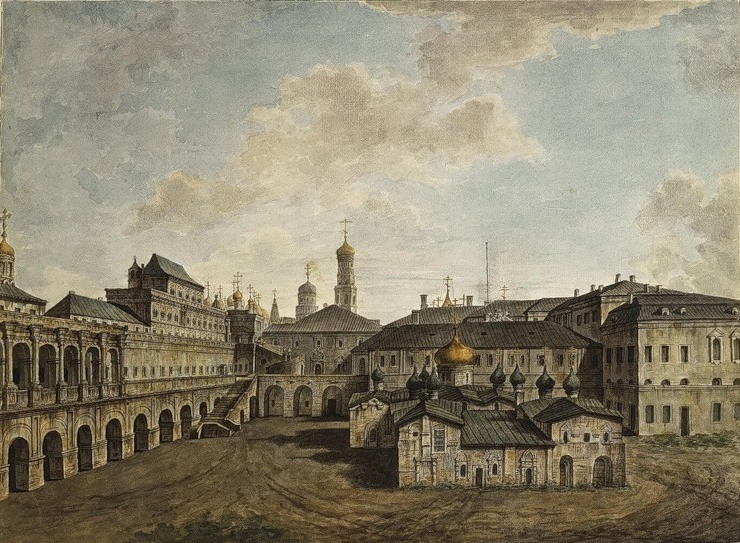
Фёдор Алексеев. Теремной дворец и Спас на Бору (1800-е)
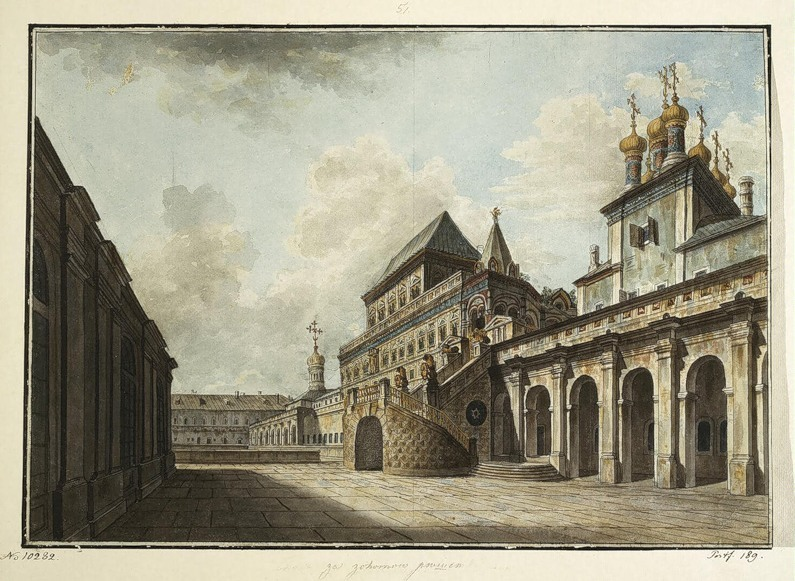
Фёдор Алексеев. Боярская площадка (1800-е)
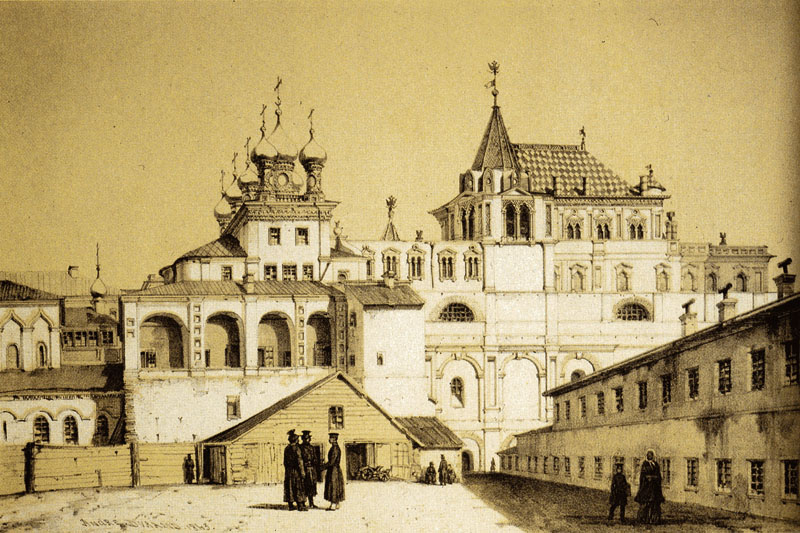
Андре Дюран. Терема, старый царский дворец в Кремле (1839)
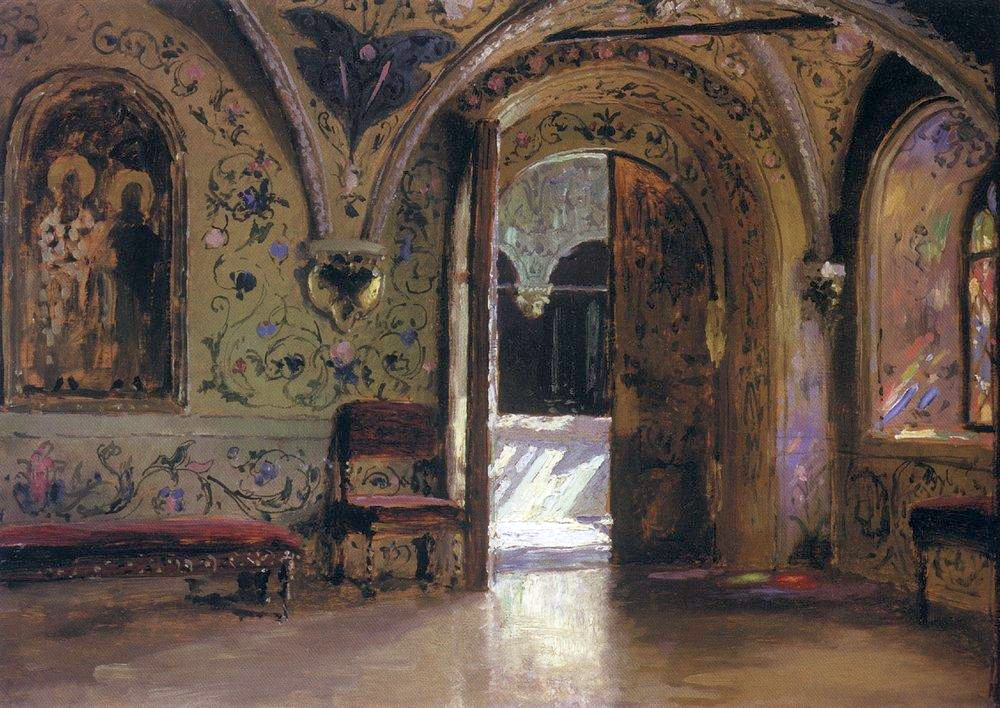
Василий Поленов. Теремной дворец. Выход из покоев на Золотое крыльцо (1877)
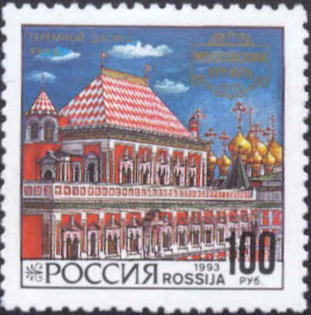
Российская почтовая марка из серии «Архитектура Московского Кремля» с изображением Теремного дворца (1993)
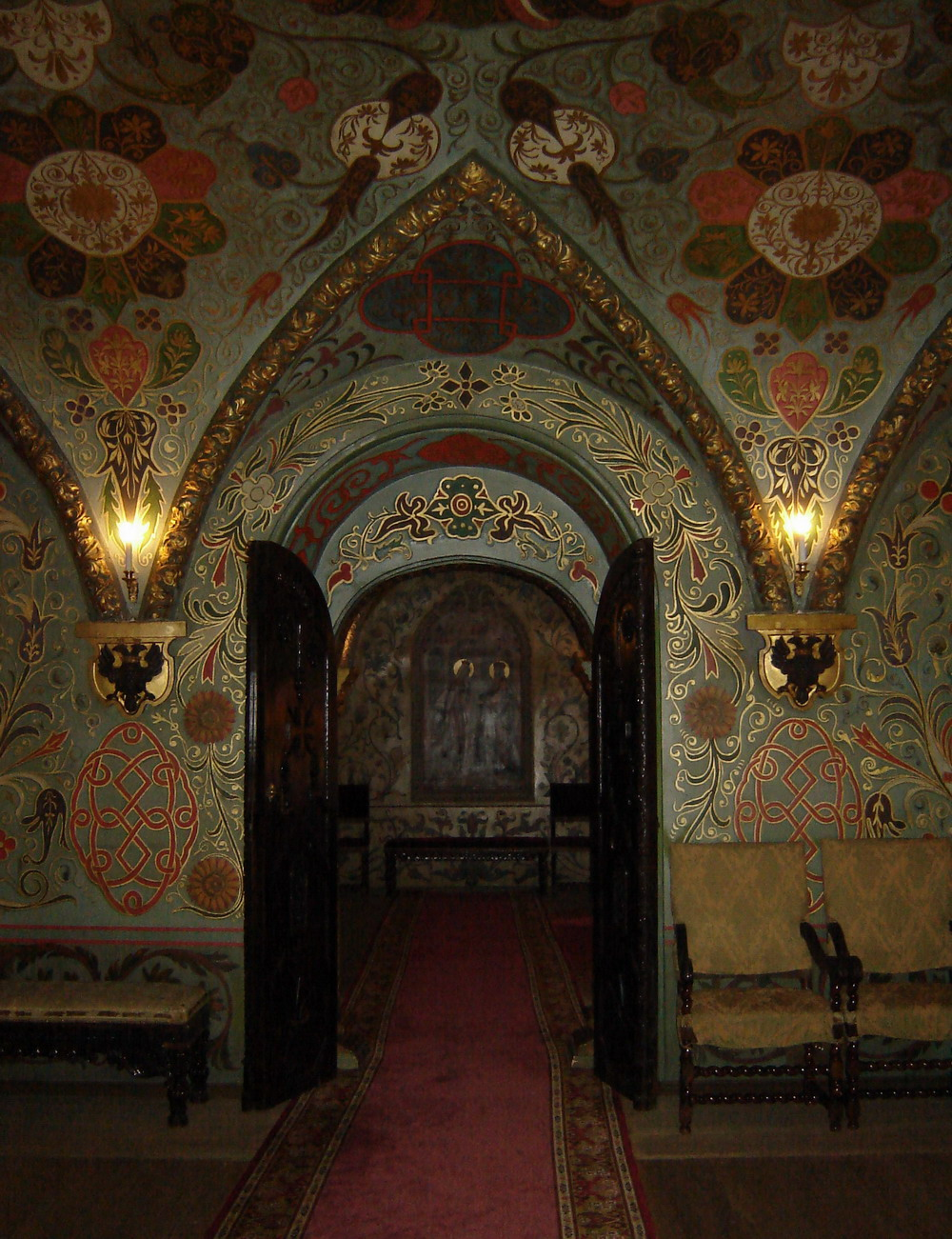
Интерьер Крестовой палаты (2007)
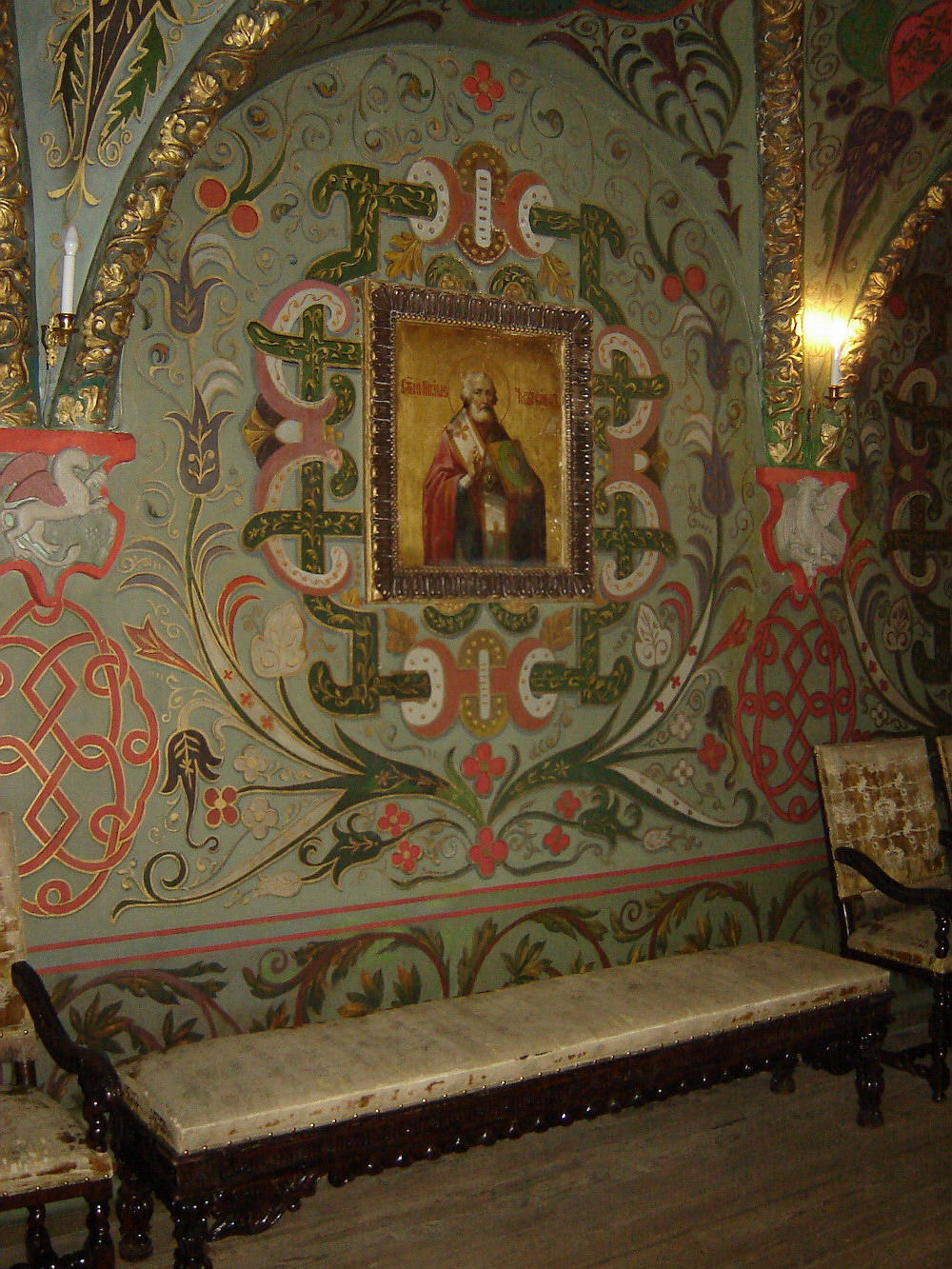
Икона Николая Чудотворца в Крестовой палате (2007)
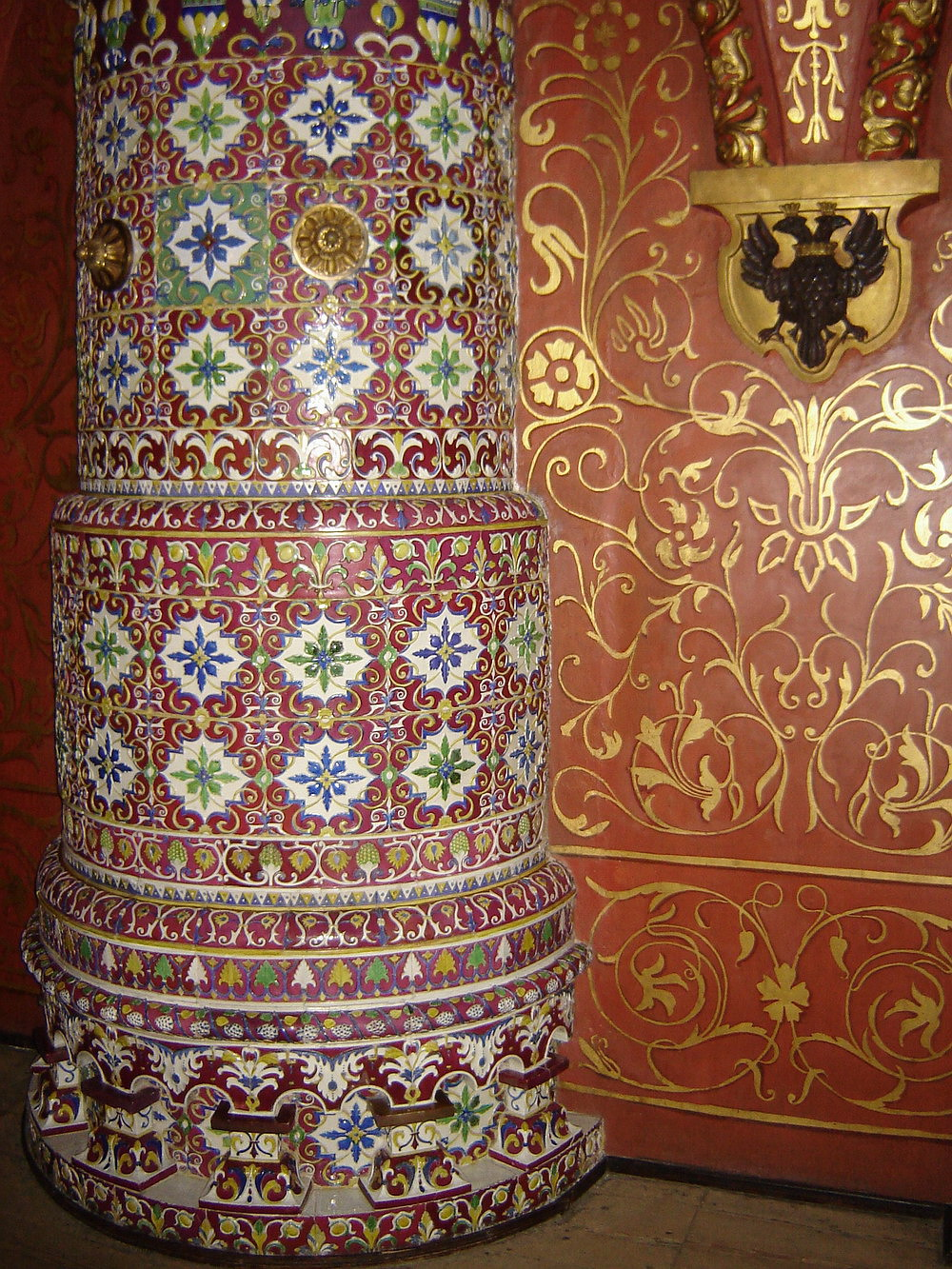
Изразцовая печь в Престольной палате (2007)
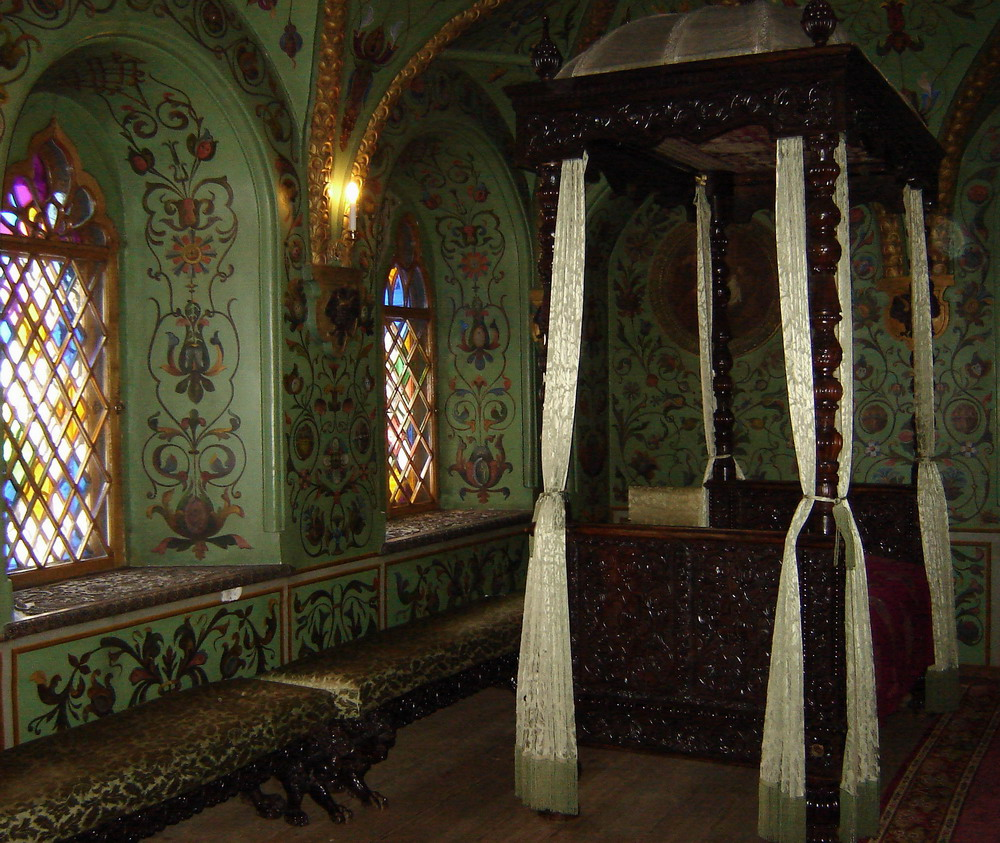
Интерьер Опочивальни (2007)